# Ali Rahmani
Ali Rahmani (persisch علی رحمانی; * 21. April 1974) ist ein ehemaliger iranischer Leichtathlet, der sich auf das Kugelstoßen spezialisiert hat.

## Sportliche Laufbahn
Erste Erfahrungen bei internationalen Meisterschaften sammelte Ali Rahmani vermutlich im Jahr 1994, als er bei den Asienspielen in Hiroshima mit einer Weite von 16,03 m den zwölften Platz im Kugelstoßen belegte. 1997 siegte er mit 16,97 m bei den erstmals ausgetragenen Westasienspielen in Teheran und im Jahr darauf belegte er bei den Asienmeisterschaften in Fukuoka mit 17,09 m den siebten Platz. 2000 gelangte er bei den Asienmeisterschaften in Jakarta mit 17,37 m auf Rang sechs und 2002 gewann er bei den Westasienspielen in Kuwait mit 17,58 m die Bronzemedaille hinter dem Katarer Bilal Saad Mubarak und Ahmad Gholoum aus Kuwait. 2004 gewann er bei den erstmals ausgetragenen Hallenasienmeisterschaften in Teheran mit 18,30 m die Silbermedaille hinter seinem Landsmann Amin Nikfar und 2011 beendete er seine aktive sportliche Karriere im Alter von 37 Jahren.

## Persönliche Bestleistungen
- Kugelstoßen: 18,11 m, 25. April 2002 in Ahwaz
  - Kugelstoßen (Halle): 18,59 m, 14. Januar 2004 in Kiew